# Legalize It
Legalize It ist ein Roots-Reggae-Album von Peter Tosh, das aus dem Jahre 1976 stammt. Das Titellied gilt als eines der bekanntesten Stücke des Musikers. Das Album war zwar seit 1980 in Deutschland indiziert, wurde aber weiter offen verkauft. Die Indizierung wurde formell 2005 aufgehoben.

## Titel
1. Legalize It – 4:40
2. Burial – 3:53
3. Whatcha Gonna Do – 2:25
4. No Sympathy – 4:33
5. Why Must I Cry – 3:04
6. Igziabeher (Let Jah Be Praised) – 4:35
7. Ketchy Shuby – 4:56
8. Till Your Well Runs Dry – 6:07
9. Brand New Second Hand – 4:03

## Inhalt
Im Titelstück propagiert Tosh als selbsternannter „Minister of Herbs“ (gemeint ist ein Marihuana-Minister) in einfachen Worten den Marihuana-Konsum und merkt an, dass viele Krankheiten damit gelindert und breite Bevölkerungsschichten die Droge gebrauchen würden. Zu dem Zeitpunkt der Veröffentlichung hatten Cannabis und Cannabinoide als Arzneimittel noch kaum den Stellenwert, den sie heutzutage genießen. Das Cover des Albums zeigt Tosh rauchend inmitten einer Marihuana-Plantage. Er fordert die Legalisierung der Droge („legalize it, and I will advertise it“). Tosh greift auf seine Erfahrungen in der Schmerzbekämpfung und Trauerbewältigung nach einem schweren Autounfall im Jahre 1972 zurück, bei dem seine Lebensgefährtin getötet wurde und er schwere Kopfverletzungen erlitt. Nicht nur das Titelstück, auch andere Titel des Albums befassen sich offen oder allegorisch mit „weichen Drogen“ und den genannten Erfahrungen. Weitere behandelte Themen sind u. a. die Vergänglichkeit des Lebens (Burial), Einsamkeit und fehlende Perspektiven (No Sympathy), der Rastafariglauben (Igziabeher (Let Jah Be Praised)) sowie die Kritik an geltungsbedürftigen Menschen (Brand New Second Hand). Musikalisch ist das Werk dem Roots-Reggae zuzuordnen. Rezensenten lobten insbesondere auch die hervorragende Sologitarre.

## Rezension
Das Album wurde unmittelbar nach Erscheinen zu einem großen Erfolg und bewies, dass Tosh, der zuvor zwölf Jahre mit Bob Marley gearbeitet hatte, auch solo konzeptionell und musikalisch zu überzeugen vermochte. Peter Tosh veröffentlichte in Folge weitere Alben ähnlichen Inhalts, wobei ihm mit Bush Doctor abermals ein Hit gelingen sollte. Dessen Refrainzeile „Legalize Marihuana“ schließt nahtlos an „Legalize it“ an; Peter Tosh wurde zum vordersten musikalischen Protagonisten der Befürworter weicher Drogen. Konservative Radiostationen boykottierten Tosh. Nur zwei Jahre nach Erscheinen seines Solodebüts Legalize It war er 1978 dennoch im Vorprogramm der Rolling Stones, auf deren Label auch einige seiner Alben erschienen waren.
Legalize It wurde zwar 1980 von der Bundesprüfstelle für jugendgefährdende Schriften zusammen mit Toshs Single Get Up, Stand Up als jugendgefährdend eingestuft und indiziert. Die Rechteinhaber CBS und Sony haben jedoch das Album weiter offen im Standardrepertoire vertrieben und beworben. Zunehmend wurde eine Diskussion laut, die der Indizierung breites Unverständnis entgegenbrachte. Es sind seit Erscheinen der Platte zahllose Neuauflagen erschienen, darunter auch viele innerhalb von Oldie-Reihen oder als „Nice-Price“-Auflagen. Erst im Mai 2005 wurde die Indizierung formell aufgehoben.
Wegen seines großen Verkaufserfolges gilt das Album noch 30 Jahre nach seinem Erscheinen als Meilenstein des Roots-Reggae und der schon 1987 verstorbene Peter Tosh als einer der wesentlichen Protagonisten des Genres.
Mit Legalize It schuf Peter Tosh den Slogan einer Bewegung, die für die Legalisierung von Cannabis-Produkten eintritt.

## CD-Neuauflage 1999 und 2004
Im Jahr 1999 wurde das Album von Sony Music als CD neu aufgelegt, digital remastert und erhielt mit der bis dahin unveröffentlichten Instrumentalversion von Ketchy Shuby auch einen Bonustitel.
Mit derselben Titelliste erschien 2004 in der Reihe Spiegel Edition – The Vinyl Classics die Aufnahme als schwarze CD mit Vinylrillenoptik auf der Labelseite. Die CD-Hülle steckt zusätzlich in einem Pappschuber, der auf der rechten Vorderseite eine Ausstanzung aufweist, durch welche die Vinylrillenoptik zu sehen ist.